# Salluca moruma
Salluca moruma är en fjärilsart som beskrevs av William Schaus 1901. Salluca moruma ingår i släktet Salluca och familjen tandspinnare. Inga underarter finns listade.